# Niewierowka (obwód omski)
Niewierowka (ros. Неверовка) – wieś (sieło) w Rosji, w obwodzie omskim, w rejonie tawriczeskim. W 2021 liczyła 1024 mieszkańców.